# Eumenes hessei
Eumenes hessei är en stekelart som beskrevs av Giordani Soika. Eumenes hessei ingår i släktet krukmakargetingar, och familjen Eumenidae. Inga underarter finns listade i Catalogue of Life.